# Bocca di lupo (edilizia)

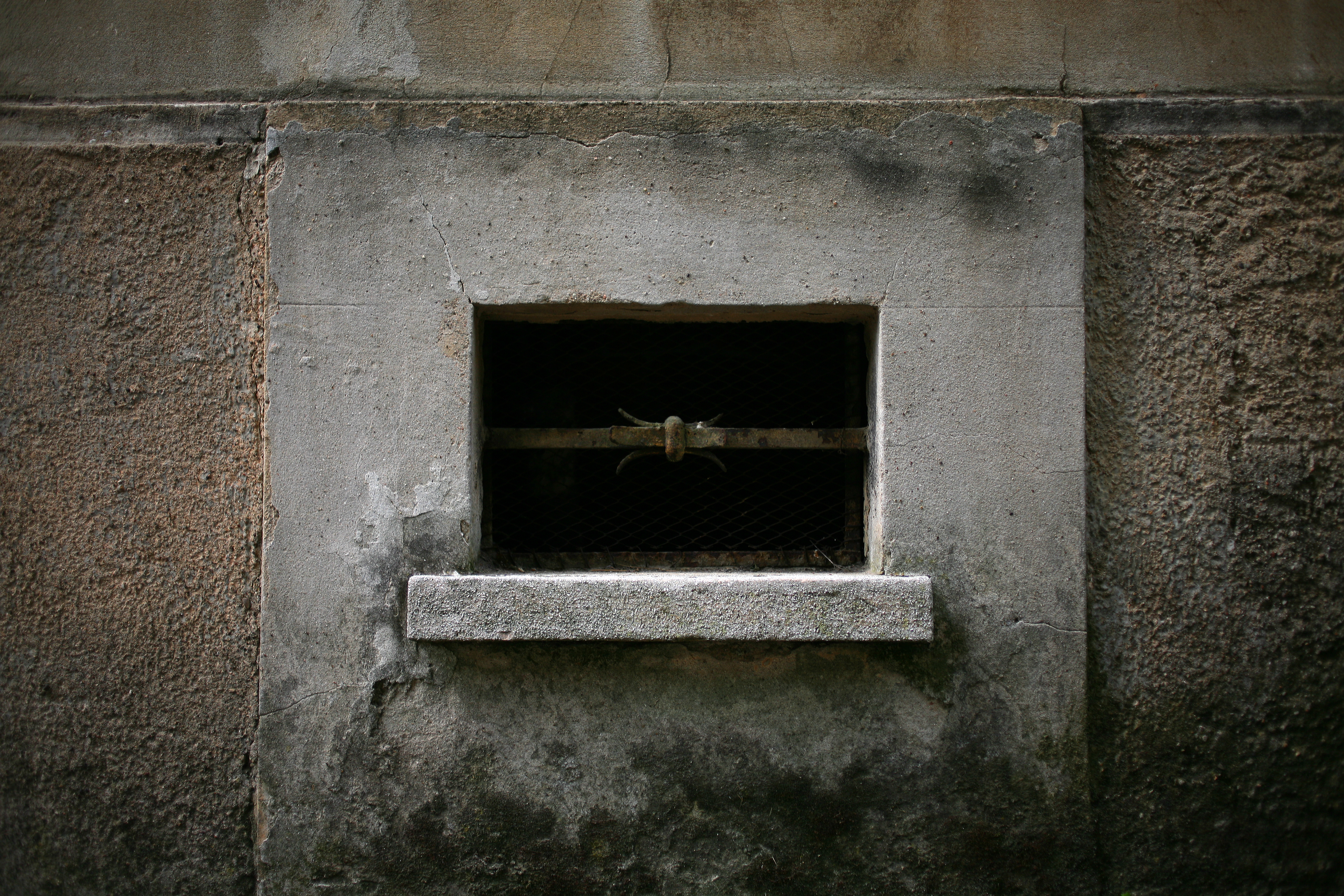
Esempio di bocca di lupo.

Una bocca di lupo è una apertura di aerazione per locali interrati ricavata in una delle pareti del locale; è utilizzata per prendere aria e luce dall'intercapedine, che al piano stradale è provvista di aperture protette da grate o da appositi fossetti anch'essi provvisti di una copertura a grata.
In passato serviva anche per permettere di portare nelle cantine, con il badile, il carbone da riscaldamento che veniva depositato all'esterno quando l'accesso allo scantinato non era possibile. Il muro all'interno aveva una forma a scivolo che facilitava lo scorrimento in modo raccolto del carbone verso il basso. 